# Марбелья
Марбе́лья (исп. Marbella) — город и муниципалитет в Испании, входит в провинцию Малага, в составе автономного сообщества Андалусия. Муниципалитет находится в составе района (комарки) Коста-дель-Соль-Оксиденталь. Занимает площадь 114,3 км². Расстояние до административного центра провинции — 58 км. Покровителем города считается святой Бернабе. Знаменитый курорт на средиземноморском побережье Испании Коста-дель-Соль. В 4 км от Марбельи находится порт Пуэрто-Банус.

## История
Популярный курорт с конца 1950-х годов, где постоянно проживает большое количество иностранцев (немцев, англичан, выходцев из бывшего СССР). С 1991 по 2002 годы городом управлял мэр Хесус Хиль, владелец клуба «Атлетико Мадрид», замешанный во многих коррупционных скандалах. Репутацию Марбельи подмочили также осевшие здесь богатые иностранцы, бежавшие от правосудия в своих странах и пользовавшиеся тем, что Испания не участвовала в договорах об экстрадиции преступников. С 1984 по 2007 год в Марбелье проживал крупный торговец оружием Монзер Аль-Кассар, известный также как «Принц Марбельи». С середины 1990-х годов город стал популярным местом для жительства криминальных авторитетов и лидеров ОПГ из бывшего СССР. Квартира в Марбелье была и у российского певца Иосифа Кобзона.

## Достопримечательности
Марбелья — красивый и богатый курортный город с живописным приморским бульваром и хорошим общественным пляжем. Старый город великолепно отреставрирован. Его центр образует Апельсиновая площадь, где расположена мэрия города в окружении белоснежных переулков.
Другие достопримечательности:
- арабская крепостная стена
- аллея Avenida del Mar со скульптурами Сальвадора Дали
- музей бонсаи
- музей гравюры
- старинная церковь Iglesia de la Encarnación
- крокодиловый парк (Cocodrilo Park)
- аквапарк.

## Фотографии

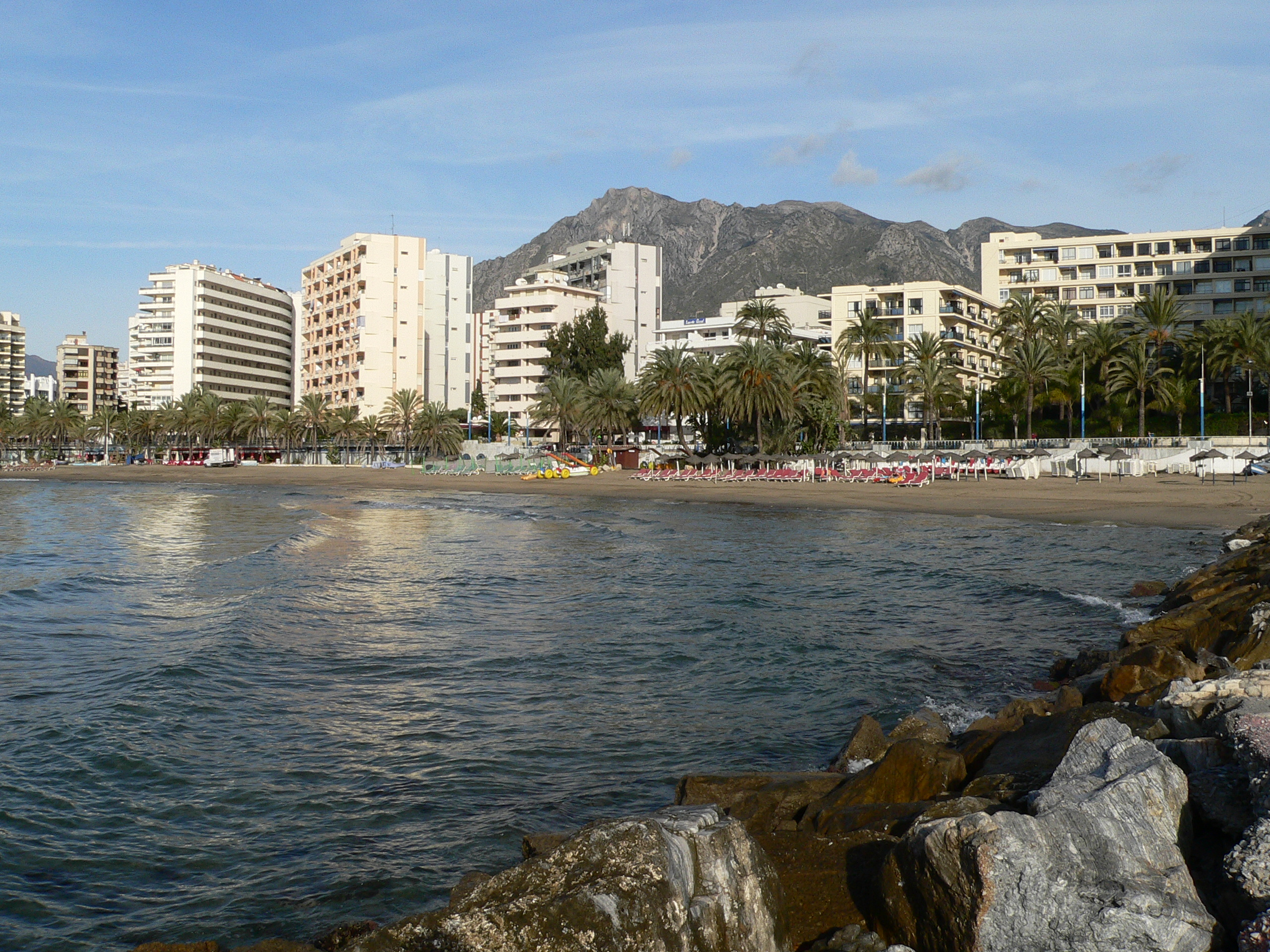
Набережная Марбельи
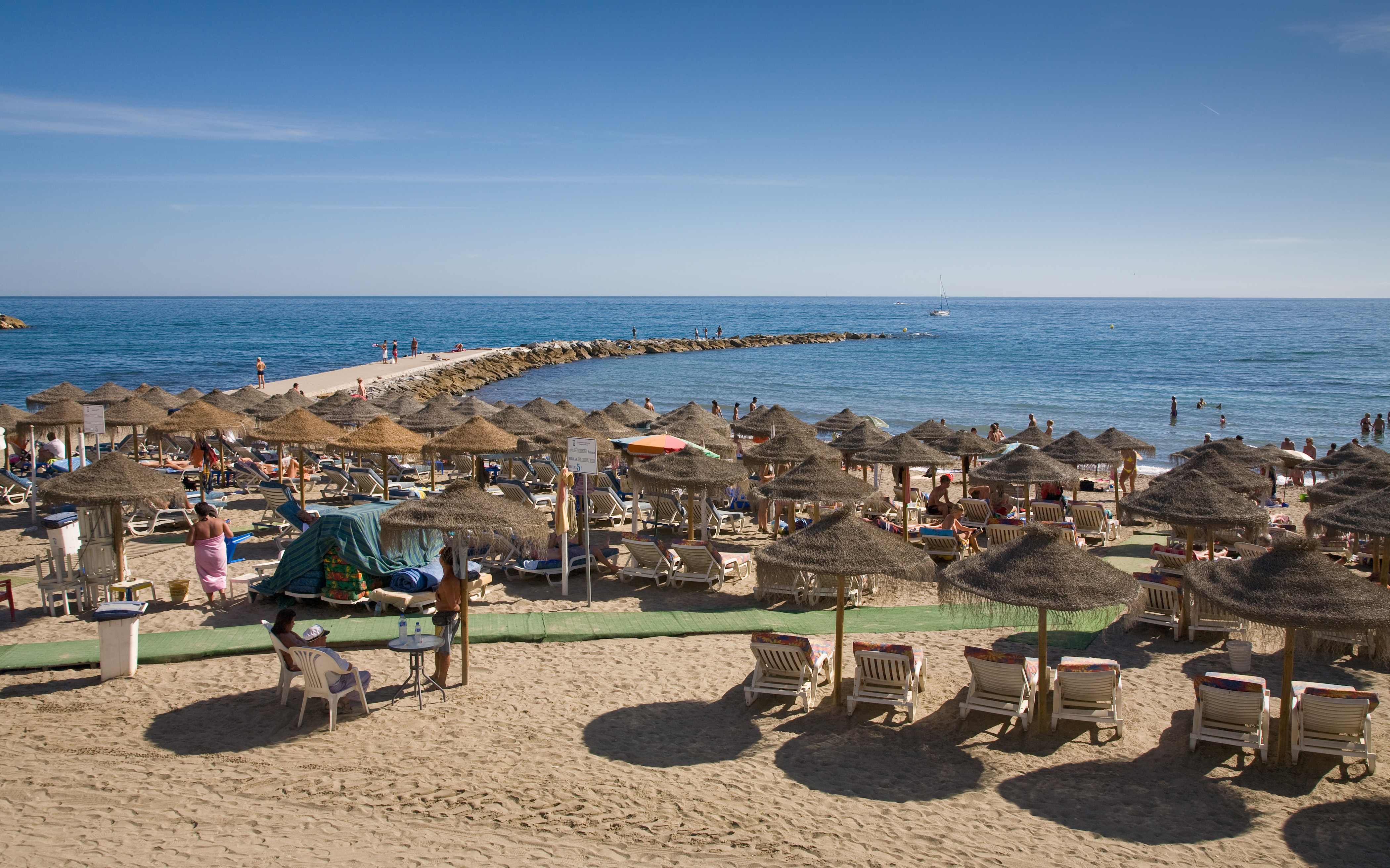
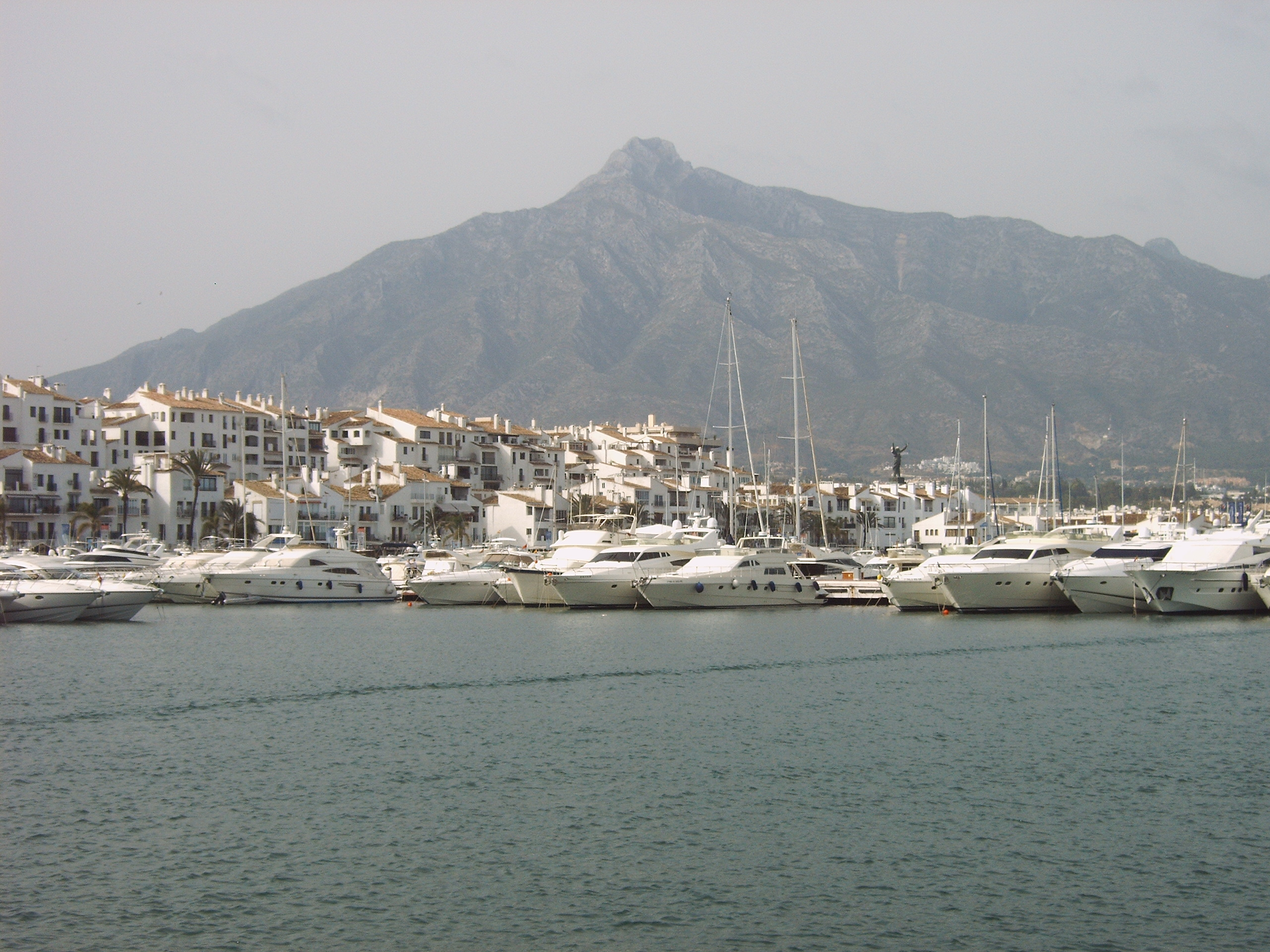
Пуэрто-Банус

## Население
| Год  | Численность | Численность   |
| ---- | ----------- | ------------- |
| 2001 | 110 847     | [ 4 ]         |
| 2002 | 115 871     | [ 5 ]         |
| 2004 | 117 353     | [ 6 ]         |
| 2005 | 124 333     | [ 7 ]         |
| 2006 | 125 519     | [ 8 ]         |
| 2007 | 126 422     | [ 9 ]         |
| 2008 | 130 549     | [ 10 ]        |
| 2009 | 134 623     | [ 11 ]        |
| 2010 | 136 322     | [ 12 ]        |
| 2011 | 138 662     | [ 13 ]        |
| 2012 | 140 473     | [ 14 ]        |
| 2013 | 142 018     | [ 15 ]        |
| 2014 | 138 679     | [ 16 ]        |
| 2015 | 139 537     | [ 17 ]        |
| 2016 | 140 744     | [ 18 ]        |
| 2017 | 141 172     | [ 19 ]        |
| 2018 | 141 463     | [ 20 ] [ 21 ] |
| 2019 | 143 386     | [ 22 ]        |
| 2020 | 147 633     | [ 23 ]        |
| 2021 | 147 958     | [ 24 ]        |
| 2022 | 150 725     | [ 25 ]        |
| 2023 | 156 295     | [ 26 ]        |
| 2024 | 159 000     | [ 1 ]         |